# Pilot (canção de 50 Cent)
Pilot é uma canção do rapper estadunidense 50 Cent. Lançado em 25 de março de 2014, como terceiro single de seu quinto álbum de estúdio Animal Ambition.

## Lista de faixas
| Descarga digital |         |         |  |
| N.º              | Título  | Duração |  |
| 1.               | "Pilot" | 3:20    |  |

## Vídeo da musica
O vídeo da musica foi lançado em 25 de março de 2014, no canal do artista na plataforma VEVO.

## Desempenho nas paradas
| Paradas                                         | Melhor posição |
| ----------------------------------------------- | -------------- |
| Alemanha (Deutsche Black Charts)                | 20             |
| Estados Unidos (Bubbling Under Hot 100 Singles) | 19             |
| Estados Unidos (Billboard R&B/Hip-Hop Songs)    | 32             |
| Estados Unidos (Billboard Hot Rap Songs)        | 20             |
| Reino Unido (OCC UK R&B)                        | 20             |
| Reino Unido (UK Singles Chart)                  | 95             |